# Artur Cremer-Acre

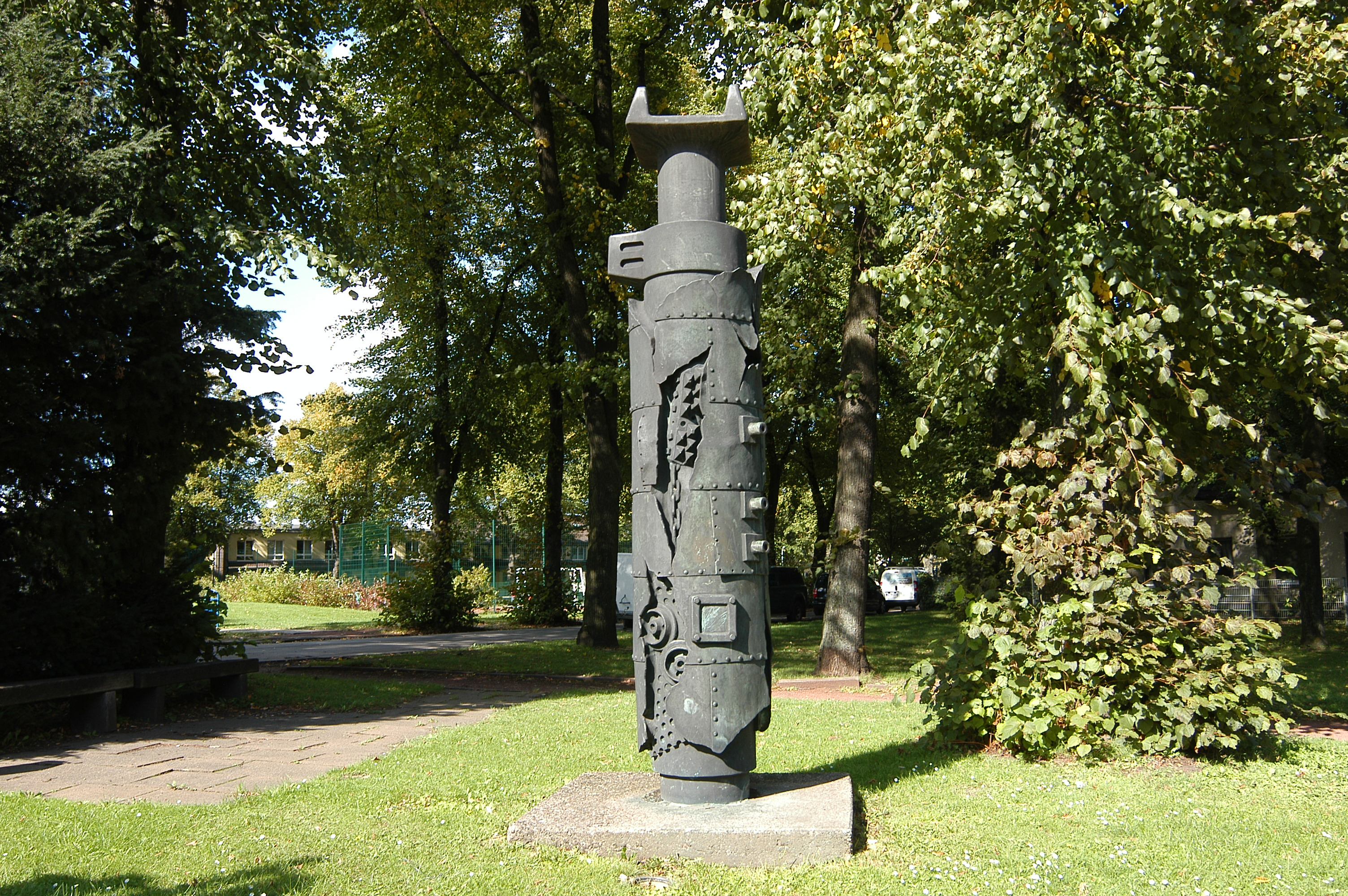
Bergbaudenkmal in Wattenscheid, nach einem Entwurf von Artur Cremer-Acre

Artur Cremer-Acre (* 4. Juni 1932 in Bochum; † 9. Juni 2011) war freier Grafiker, Kunstmaler und Buchillustrator. 

## Ausbildung und Beruf
Nach einer Handwerkslehre als Reklamemaler studierte er an der Folkwangschule Essen. Er war ab 1959 als freier Grafiker tätig und ab 1970 als Maler und Grafiker im Deutschen Bergbau-Museum Bochum. Von 1984 bis 1986 war er Vorsitzender des Bochumer Künstlerbundes.

## Wirken
Artur Cremer-Acre stellte seine Werke in Einzel- und Gruppenausstellungen in Museen und Galerien des In- und Auslandes aus. Z. B. in Berlin, Bochum, Bremen, Dortmund, Essen, Gelsenkirchen, Hamm, Kamen, Münster, Stuttgart, Witten; Belgien, Niederlande, Österreich, Schweiz, Spanien. Er illustrierte zahlreiche Bücher, insbesondere mehrere Werke des Schriftstellers Hugo Ernst Käufer.

## Ausgewählte Werke
- Entwurf des Bergbaudenkmales in Wattenscheid (heute Bochum)[2]